# Helene Meibohm
Helene Meibohm (* 21. Dezember 1893 in Hamburg; † 17. Februar 1982 ebenda) war eine deutsche Politikerin, Gewerkschafterin und Mitglied der Hamburgischen Bürgerschaft für die SPD.

## Leben und Wirken
Helene Meibohm arbeitete von 1908 bis 1914 im Hamburger Krankenhaus Bethanien und in privaten Haushalten. 1915 wechselte sie als kaufmännische Angestellte in Zeitungsbetriebe in Hamburg und Frankfurt am Main. Von 1921 bis 1929 arbeitete sie in der Verbandstoffbranche und machte sich in dieser Branche schließlich selbständig.
Da sie zudem ehrenamtlich im Zentralverband der Angestellten (ZDA) tätig und Mitglied der SPD war, bekam sie nach der Machtergreifung politische Schwierigkeiten. Ihre Firma wurde geschlossen. Helene Meibohm lernte das Hamburger Untersuchungsgefängnis von innen kennen und war nach der Haft arbeitslos.
1935 bekam sie eine Anstellung beim Arbeitsamt Bad Oldesloe. Es folgten Anstellungen in verschiedenen Behörden.
Von 1946 an arbeitete sie für das Amt für Wohnungswesen in Hamburg. Ihre Gewerkschaftsarbeit nahm sie für die Nachfolgegewerkschaft der ZdA, der DAG, wieder auf. Innerhalb der SPD engagierte sie sich für kommunalpolitische Themen. Von 1957 bis 1966 war sie als Abgeordnete in der Hamburgischen Bürgerschaft tätig.
Helene Meibohm starb 1982 in Hamburg.